# Gare de Lancerf
La gare de Lancerf est une gare ferroviaire française de la ligne de Guingamp à Paimpol, située près du village de Lancerf, au lieu-dit Gare de Lancerf sur la commune de Plourivo, dans le département des Côtes-d'Armor en région Bretagne.
C'est une halte de la Société nationale des chemins de fer français (SNCF), desservie par des trains express régionaux de Bretagne (TER Bretagne).

## Situation ferroviaire
Établie à 8 m d'altitude, la gare de Lancerf est située au point kilométrique (PK) 535,706 de la ligne de Guingamp à Paimpol, entre la halte de Traou-Nez et la gare de Paimpol.  Cette ligne présente la particularité, d'être exploitée en affermage par la société des Chemins de fer et transport automobile (CFTA).

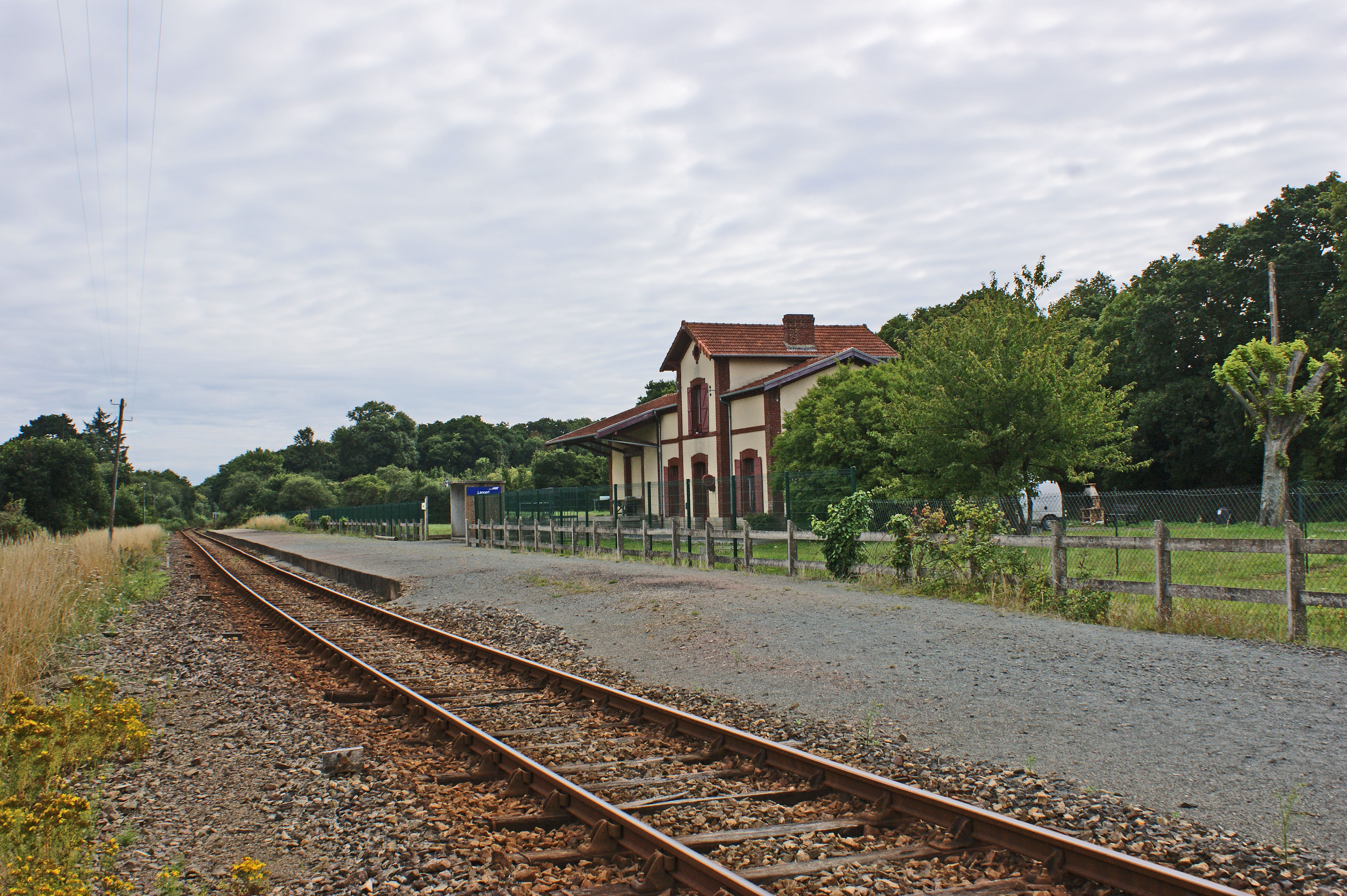
Vu de la voie unique à écartement normal vers Paimpol, le quai avec l'abri de la halte facultative. En arrière-plan, l'ancienne gare du réseau breton, devenue propriété privée.

## Histoire
La gare est ouverte lors de la création de la ligne Guingamp - Paimpol par le réseau breton, voie unique à écartement métrique mise en service le 14 août 1894 ; la gare dispose d'une voie de croisement et d'un bâtiment voyageurs. Le choix du lieu de la gare est sans doute lié au fait qu'il existait, juste à côté, un bac permettant de traverser le Trieux.
Elle portait antérieurement le nom de Gare de Plourivaux-Lézardrieux.
En 1924, la ligne est aménagée avec un troisième rail afin de permettre le double passage du matériel roulant pour voie métrique et voie normale. En 1953, le troisième rail est démonté. 
Depuis 1963 la ligne est exploitée en affermage par la société des Chemins de fer et transport automobile (CFTA).
Le train touristique La Vapeur du Trieux passe devant la gare sans s'y arrêter depuis 1993, .

## Fréquentation
De 2015 à 2023, selon les estimations de la SNCF, la fréquentation annuelle de la gare s'élève aux nombres indiqués dans le tableau ci-dessous.
| Année     | 2015 | 2016 | 2017 | 2018 | 2019 | 2020 | 2021 | 2022 | 2023 |
| --------- | ---- | ---- | ---- | ---- | ---- | ---- | ---- | ---- | ---- |
| Voyageurs | 339  | 325  | 134  | 358  | 446  | 367  | 539  | 964  | 908  |

## Service des voyageurs

### Accueil

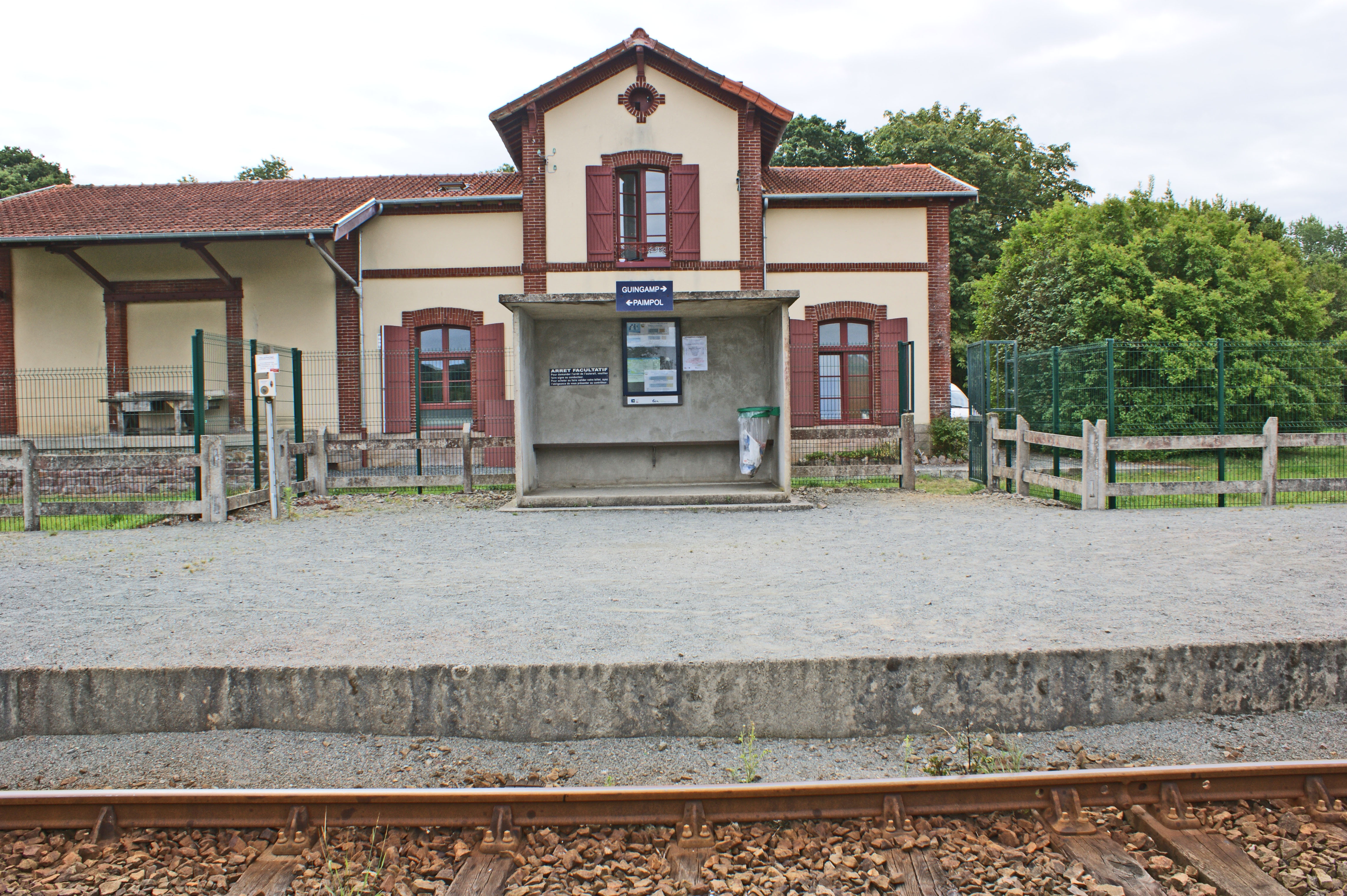
L'abri de quai de la halte avec les informations affichées. En arrière-plan, l'ancienne gare.

Halte SNCF, c'est un point d'arrêt non géré (PANG) à entrée libre. Il s'agit d'une halte facultative, nécessitant de prévenir le conducteur du train ou de lui faire signe si l'on attend le train sur le quai. Des informations pratiques, sur la sécurité, l'utilisation de la halte et les horaires de desserte, sont affichées dans l'abri de quai.

### Desserte
Lancerf est desservie par des trains TER Bretagne qui effectuent des missions entre les gares de Paimpol et Guingamp.

### Intemodalité
Le parking des véhicules est possible (non aménagé) à proximité immédiate de la halte.

## Ancien bâtiment de la gare du Réseau breton
Seul vestige de l'ancienne gare du réseau breton, le bâtiment n'est pas utilisé pour le service voyageurs de la halte SNCF. Il est légèrement éloigné de la voie unique actuellement en service ; il est devenu un gite rural. Rénové dans son aspect extérieur d'origine, avec un aménagement intérieur qui a conservé une ambiance gare avec des inscriptions comme « Billets » ou « Chef de gare » toujours visibles.  
La gare de Lancerf est l'un des lieux de refuge des chauves-souris (Rhinolophus hipposideros) répertoriées et protégées sur la commune de Plourivo.

## Galerie de photos

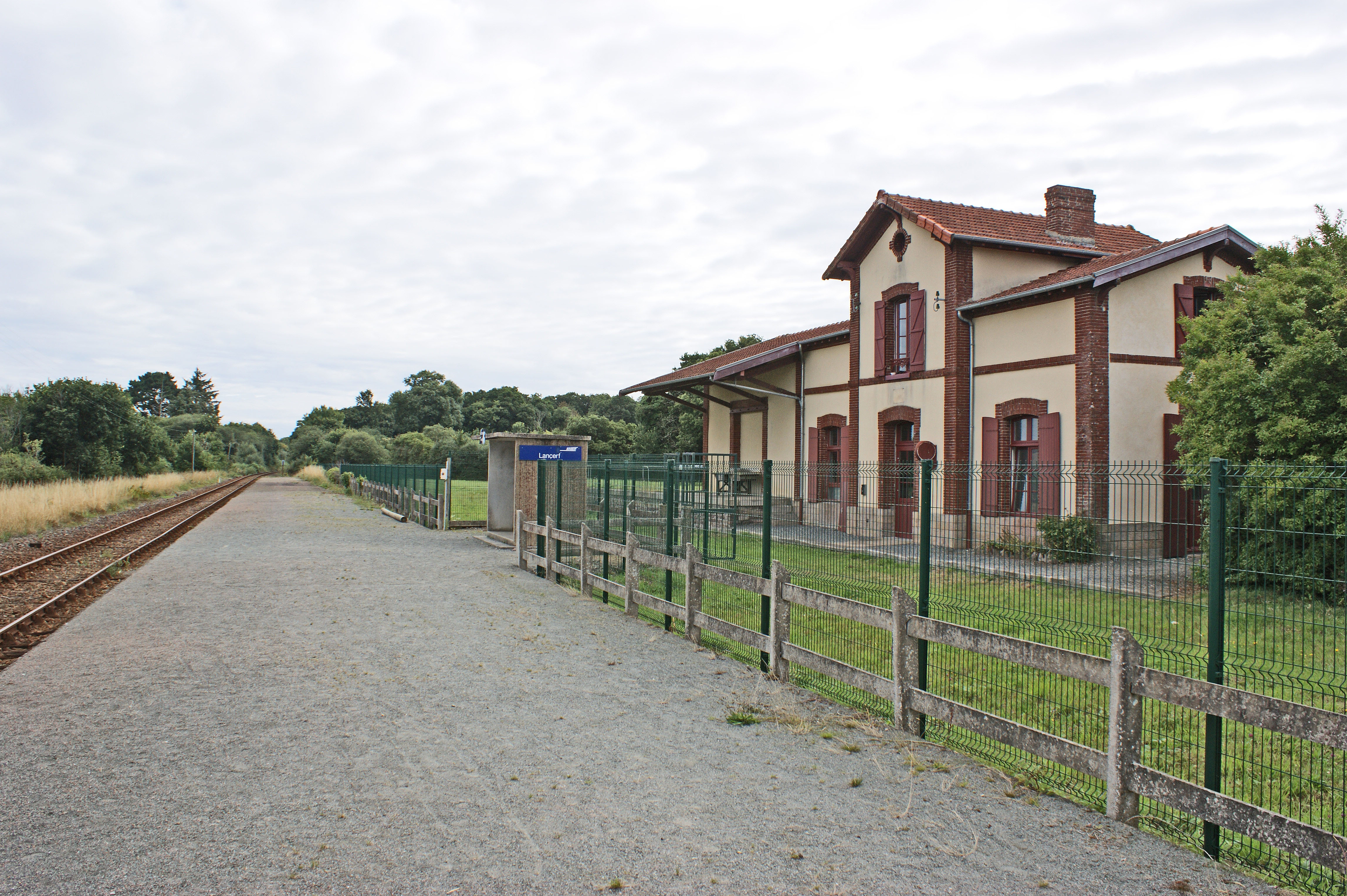
La halte et son quai en 2011.
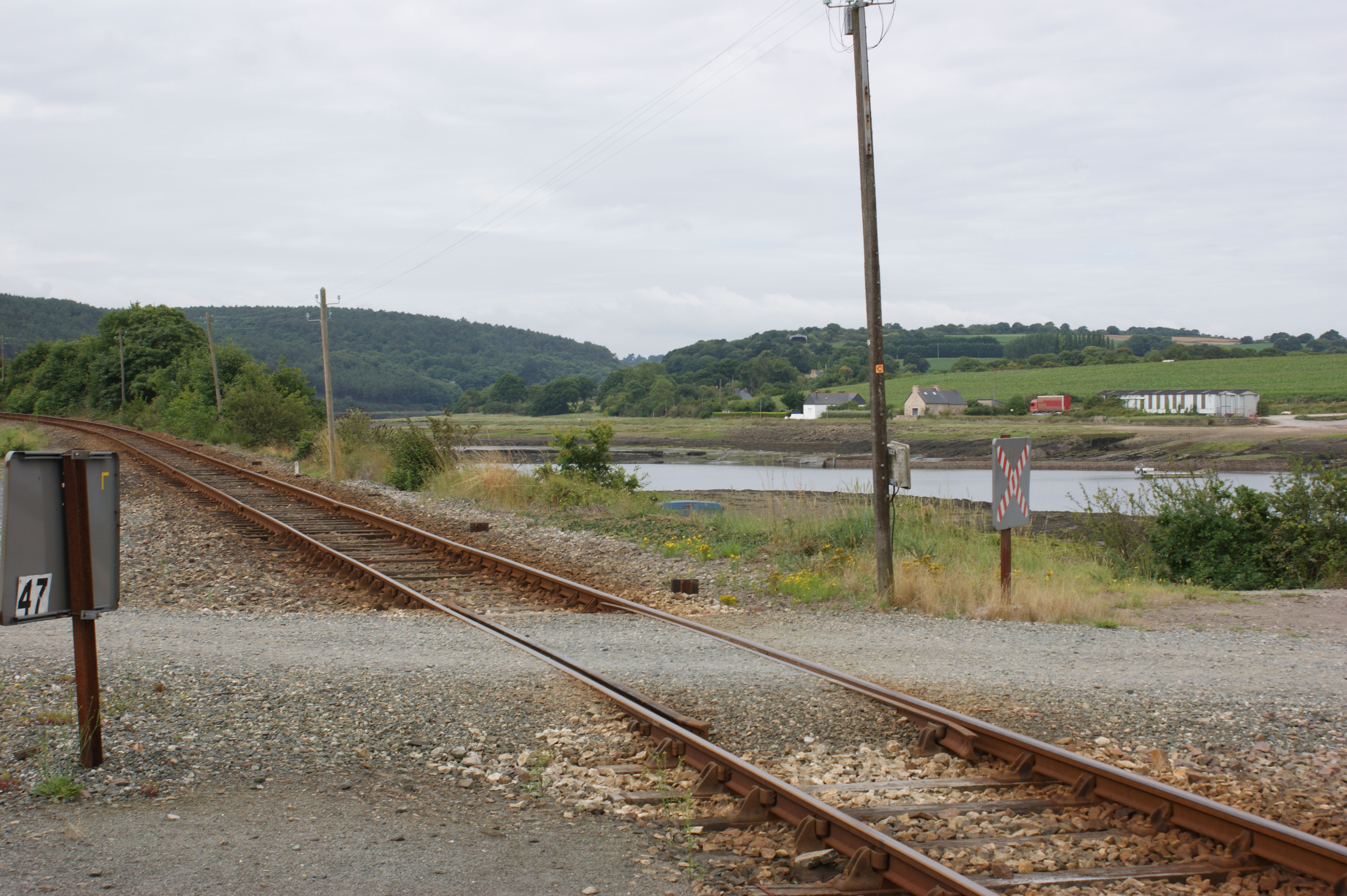
Le passage à niveau en direction de Guingamp.
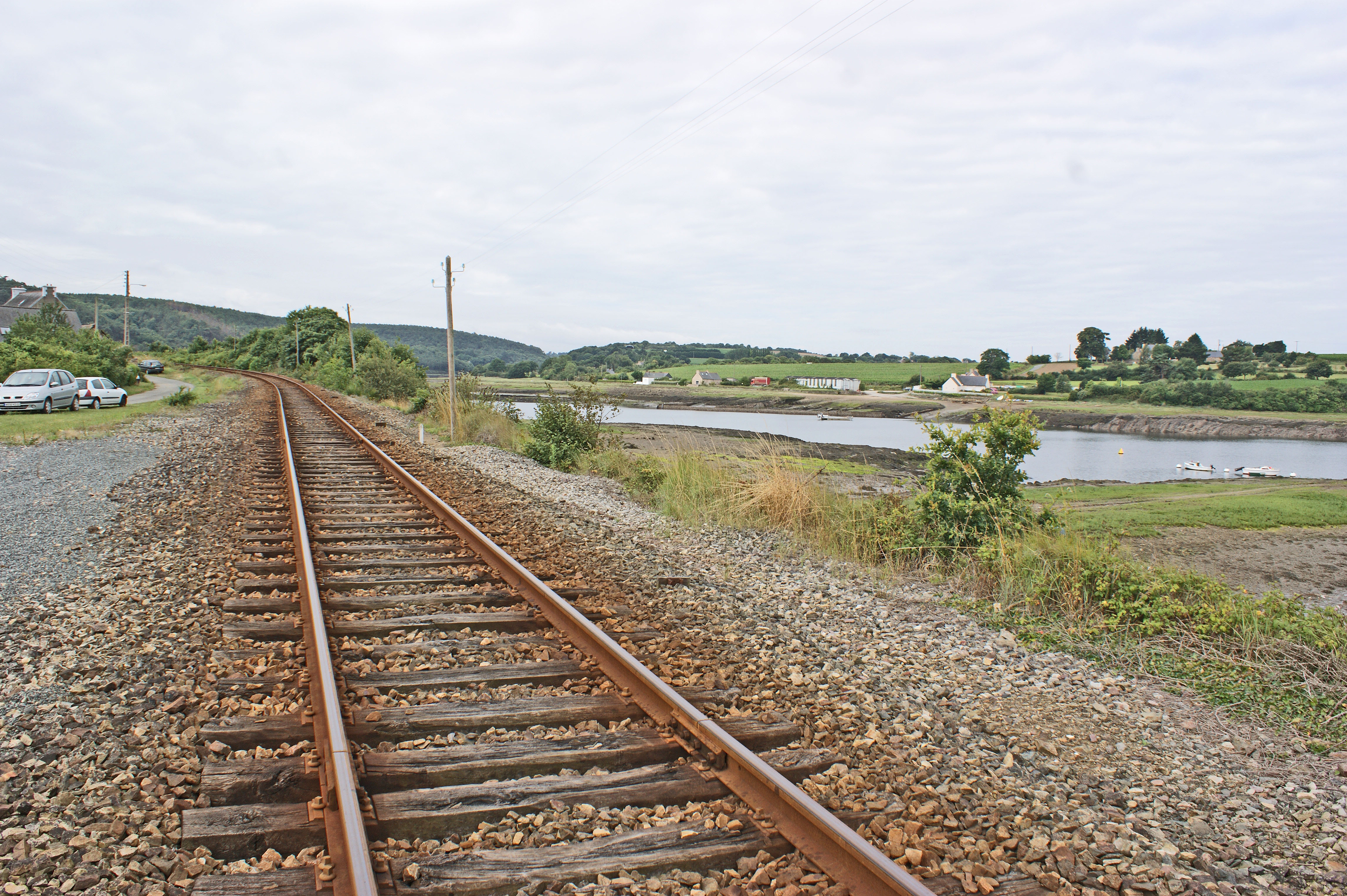
Le stationnement des voitures près de la voie